# الشباب يزحف والمتعة تقود

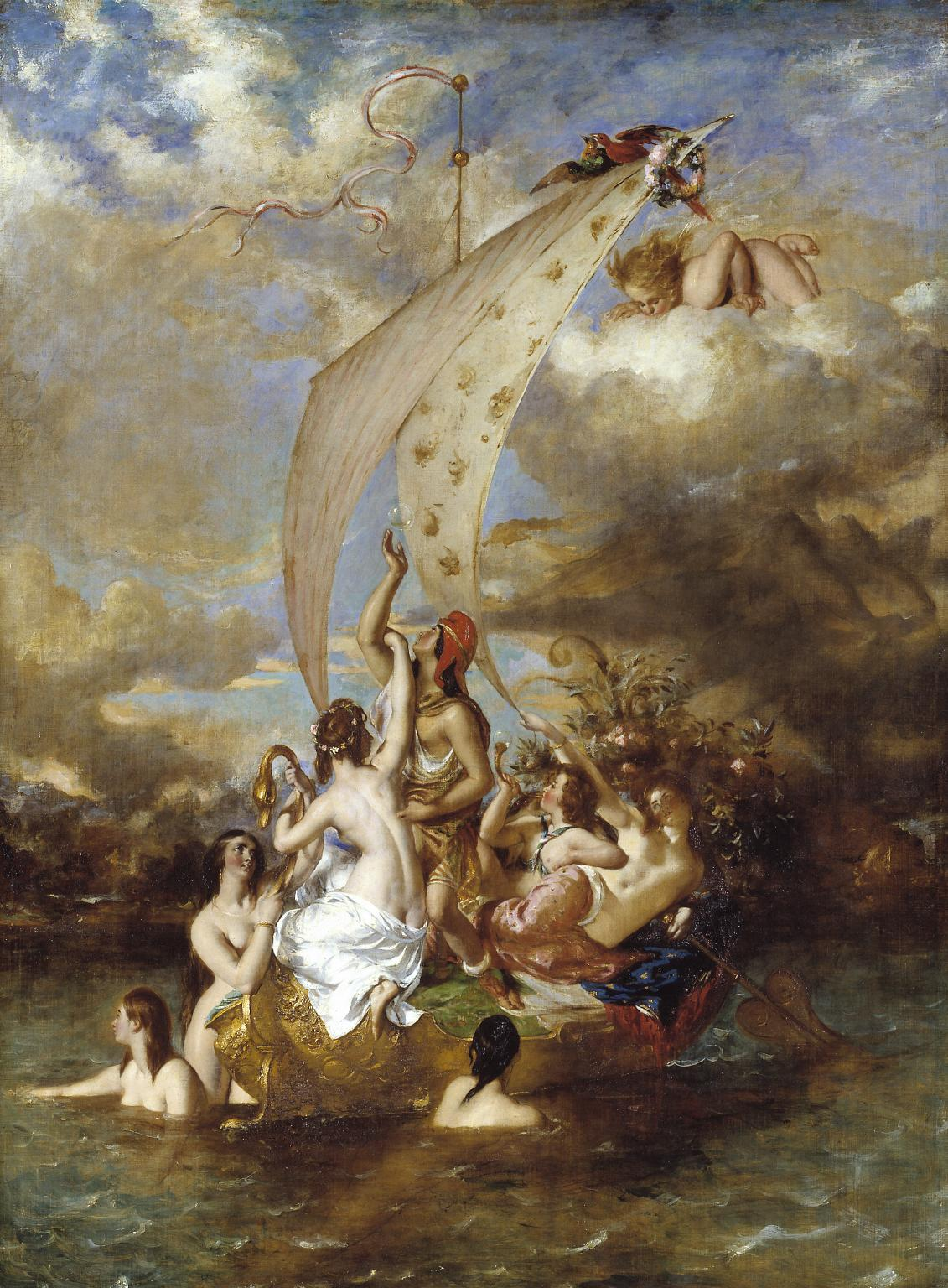
الشباب يزحف والمتعة تقود، 158.7 X 117.5 سم ، 1832.

الشباب يزحف والمتعة تقود (بالإنجليزية: Youth on the Prow, and Pleasure at the Helm)‏ ، تعرف أيضاً بالحسناء تضحك للضحى والشباب والمتعة، هي لوحة زيتية للفنان الإنغليزي وليام إيتي، عُرضت لأول مرة عام 1832 وموجودة حالياً في تات بريطانيا. كان إيتي يخطط للوحة منذ 1818-19، وعُرضت نسخة مبكرة منها عام 1822. اللوحة مستوحاة من استعارة في قصيدة الشاعر الملحمي لتوماس غراي والتي تظهر فيها بداية مشرقة من سوء حكم ريتشارد الثاني ملك إنجلترا مقارنة بالسفينة المذهبة التي يجهل راكبوها باقتراب العاصفة. اختار إيتي رسم توضيح خطوط غراي حرفيا، واصفاً القارب المذهب المملوء والمحاط بالشخصيات العارية وشبه العارية.
شعر إيتي أن مقاربته للعمل توضح التحذير الأخلاقي عن السعي وراء المتعة، لكنه مقاربته لم تكن ناجحة تماماً. الشاعر الملحمي كانت على وشك مواجهة لعنة في بلانتاجانت والتي نظمها شاعر ملحمي وليزي في أعقاب محاولات إدوارد الأول ملك إنجلترا القضاء على الثقافة الويلزية، شعر النقاد أن إيتي أساء إلى حد ماء فهم الغرض من قصيدة غراي. أشاد بعض المراجعين بلوحة إيتي، وخاصة قدراته التقنية، لكن الجمهور في ذلك الوقت وجدوا بأنه من الصعب فهم الغرض من لوحة إتي، واستخدامه للشخصيات العارية جلب بعض النقد حيث اعتبر عملاً عديم الذوق وهجومياً.
اللوحة اشتراها عام 1832 روبرت فرنون لتصبح جزءاً من مجموعته الخاصة بالفن البريطاني. تبرع قرنون بمجموعته، ومن بينها الشباب يزحف والمتعة تقود، إلى المعرض الوطني عام 1847، والذي بدوره، قام بنقلها إلى معرض تات عام 1949. تظل هذه اللوحة من أشهر أعمال إيتي، وشكلت جزءاً رئيسياً من المعروضات في تات بريطانيا في 2001-02 وفي معرك يورك الفني في 2011-12.